# Estación de Puerto Escandón
Puerto Escandón es una estación ferroviaria situada en el municipio español de La Puebla de Valverde, en la provincia de Teruel, comunidad autónoma de Aragón. Cuenta con servicios de media distancia operados por Renfe. Las instalaciones de Puerto Escandón también cumplen funciones logísticas.

## Situación ferroviaria
Está situada en el punto kilométrico 150,2 de la línea de ancho ibérico que une Zaragoza con Sagunto, entre las estaciones de Teruel y de Puebla de Valverde. El kilometraje se corresponde con el histórico trazado entre Calatayud y Valencia, tomando la primera como punto de partida. El tramo es de vía única y está sin electrificar. Las instalaciones se encuentran a 1218 metros de altitud, lo que hace de esta estación la de más altitud de toda la línea.  

## Historia
La estación fue puesta en funcionamiento el 3 de noviembre de 1900 con la apertura del tramo Barracas-Puerto Escandón de la línea que pretendía unir Calatayud con Valencia. Las obras corrieron a cargo de la Compañía del Ferrocarril Central de Aragón. En 1941, con la nacionalización de la totalidad de la red ferroviaria la estación pasó a ser gestionada por RENFE.
Desde el 31 de diciembre de 2004 Adif es la titular de las instalaciones.

## La estación

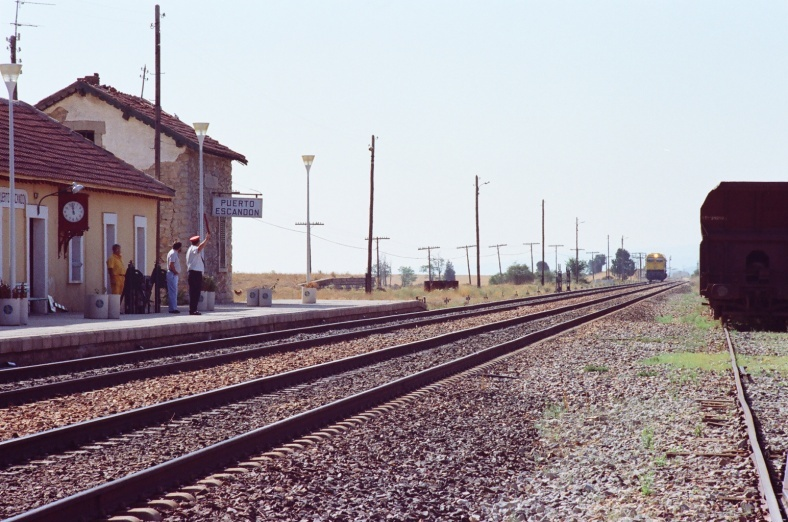
Vista de la estación y la playa de vías en la década de 1980.

Se ubica lejos de cualquier núcleo urbano, entre Teruel (21 km al NO) y La Puebla de Valverde (7,3 km al SE), en la salida del km. 100 de la N-234. Se planteó inicialmente para dar asistencia y cambio de las locomotoras de vapor que debían subir el puerto. Por ello el edificio de viajeros no se corresponde con el diseño habitual de las estaciones de la línea ya que se construyó posteriormente. Se encuentra también a 14 km de Forniche Alto por la carretera TE-V-8011.  
Cuenta con seis vías numeradas como vía 1, 3, 5, 7, 9 y 11. De ellas sólo la vía 1 tiene acceso a un andén lateral. Las vías 9 y 11 son vías muertas y tienen enclavamiento manual, siendo la 1 (trenes directos) y la 3, 5 y 7 (vías de apartado) telemandadas. 
En la zona norte de la estación hay una gran explanada para carga y depósito de convoyes de tolvas de mineral, reminiscencia del pasado minero de la provincia de Teruel.

## Servicios ferroviarios

### Media distancia
En la estación se detiene un MD de la serie 599 de Renfe que une Zaragoza con Valencia. En sentido contrario prolonga el viaje hasta Huesca.
| Línea | Trenes | Origen/Destino           |  | Destino/Origen |
| ----- | ------ | ------------------------ |  | -------------- |
| 49    | MD     | Zaragoza-Delicias Huesca |  | Valencia-Norte |